# Midway Historic District (Midway, Kentucky)

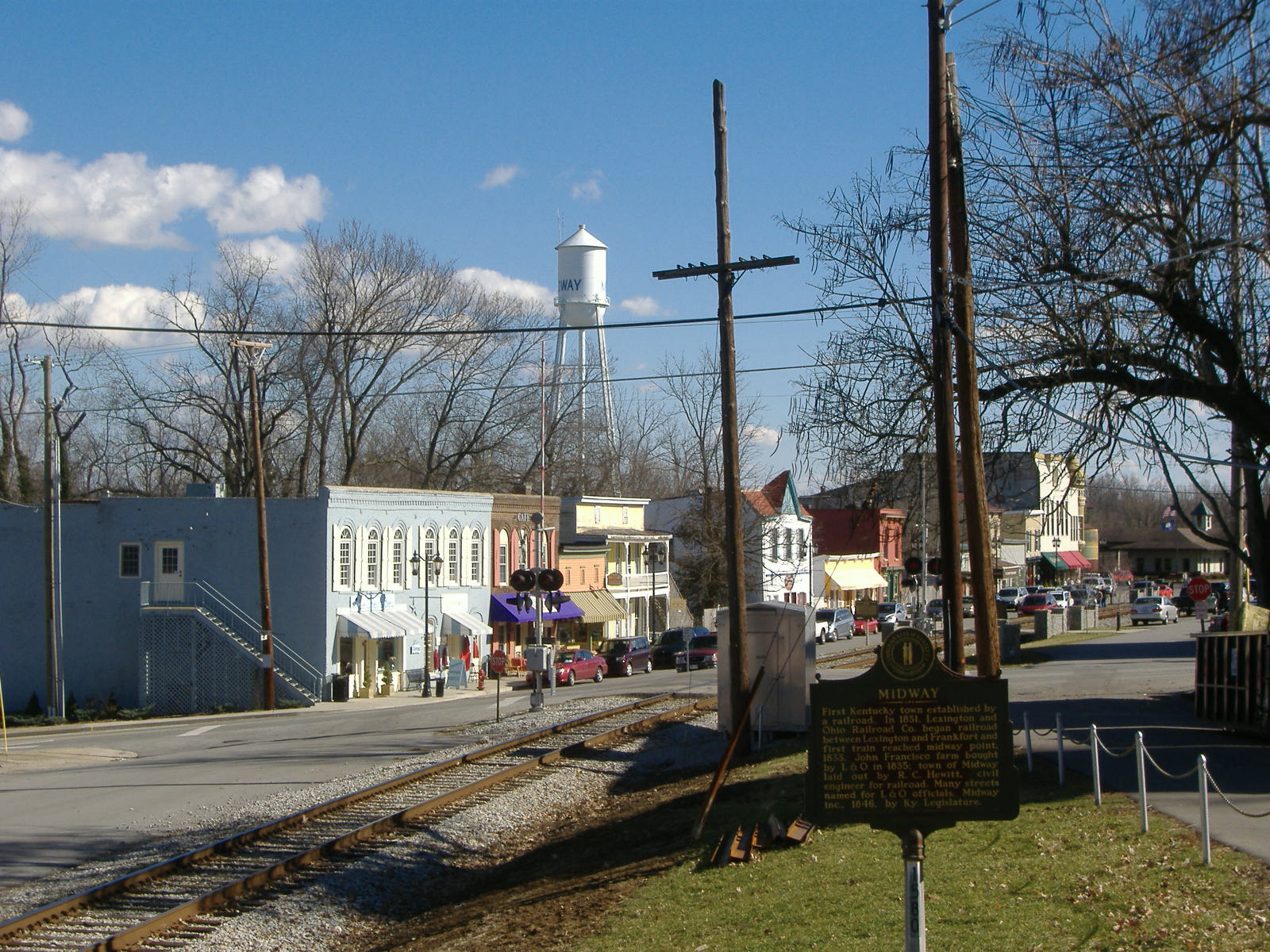
Ostseite des historischen Distriktes

Midway Historic District ist ein denkmalgeschütztes Gebiet in Midway, Kentucky, der am 17. November 1978 als Historic District in das National Register of Historic Places aufgenommen wurde. Da das Zentrum Midways im Niedergang begriffen war, wurde 2003 im Rahmen des Kentucky Main Street Program eine größere Renovierung der Straßengestaltung vorgenommen.
Midway war die erste Stadt, die in Kentucky von einer Eisenbahngesellschaft gebaut wurde. Die Lexington and Ohio Railroad (L&O) verfolgte das Ziel, Lexington mit dem Ohio River zu verbinden und dabei Louisville zu umgehen. Die Eisenbahngesellschaft baute von 1831 an eine Strecke zwischen Frankfort (Kentucky) und Lexington. Der erste Zug erreichte den Mittelpunkt der Strecke (engl. midway) 1833, auf dem Gelände einer Farm, die einem John Francisco gehörte. Am 31. Januar 1835 kaufte die Eisenbahn die Farm Francisco zum Preis von 6491,25 US-Dollar (in heutigen Preisen: 238.000 US-Dollar) und ließ durch ihren Bauingenieur R. C. Hewitt die Stadt planen. Der Ort erhielt den Namen Midway, weil er etwa auf halbem Weg zwischen Frankfort und Lexington lag. Viele der Straßen der Stadt erhielten Namen nach Personen, die für L&O tätig waren.

## Beschreibung des Distrikts

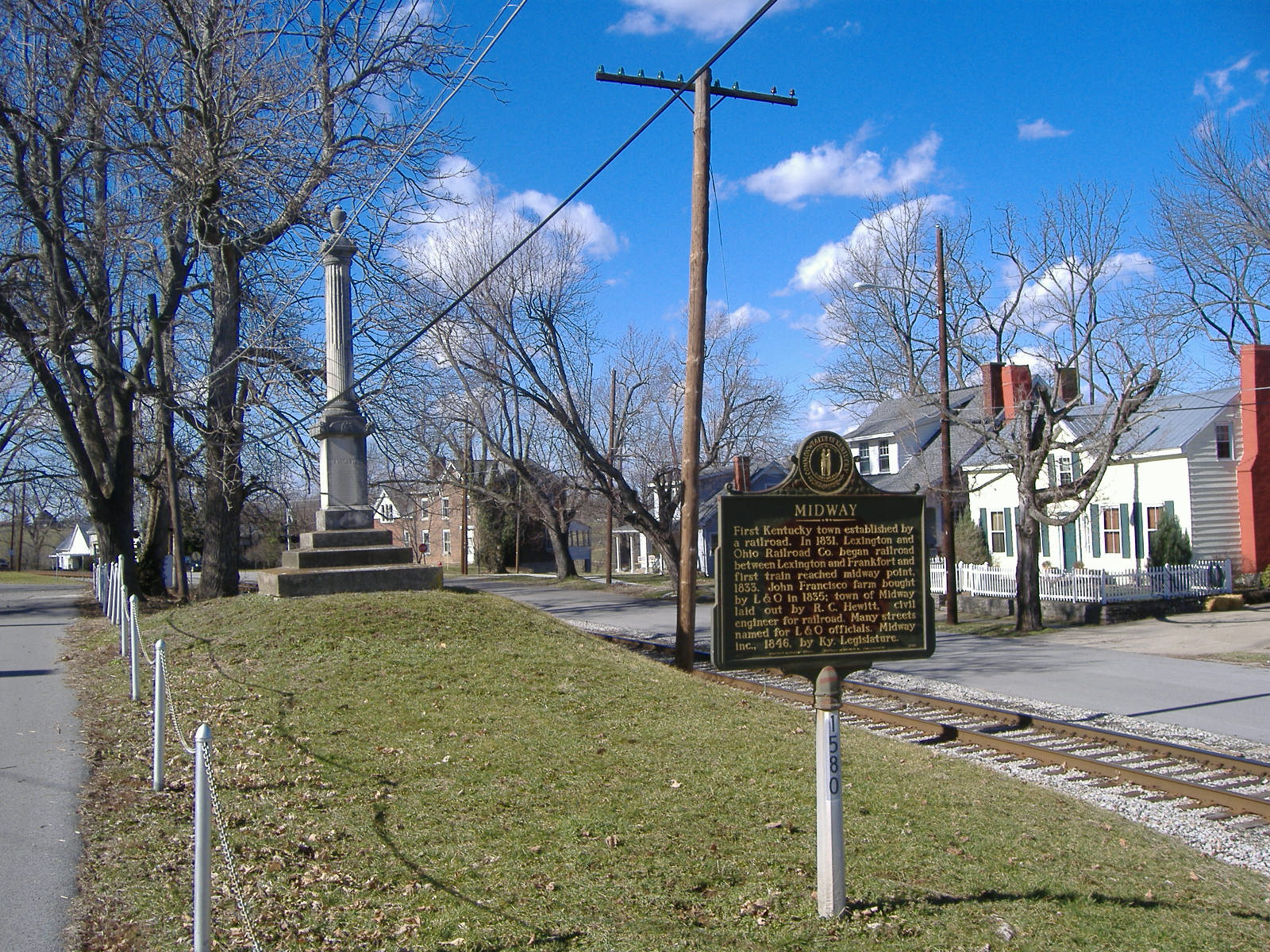
Westseite des historischen Distrikts

Der Midway Historic District umfasst Teile von Winter, Main, Railroad, Wassau, Bruen, Cross, Higgins,
Stephens, Parrish, Walnut, Johnson, Dudley, Turner, Starks, Church, Gratz, Smith und Brand Street sowie des U.S. Highway 62, die Parrish Hill Farm und das Midway College, die meisten beitragenden Anwesen befinden sich jedoch an Winter, Railroad und Main Street. Insgesamt lagen zum Zeitpunkt der Nominierung in das National Register im April 1978 in dem historischen Distrikt 242 Gebäude, von denen aufgrund zu geringen Alters oder starken Veränderungen 66 nicht als beitragend galten.
Die Signifikanz des Midway Historic District ist durch seine Zusammensetzung begründet, da die Häuser ihren Charakter des 19. und frühen 20. Jahrhunderts bewahrt haben. Die meisten Gebäude entstanden 1840er Jahren bis 1870er Jahren sowie in geringerem Umfang in den 1890er Jahren. Das Straßenbild hat sich seitdem wenig verändert.
Obwohl die Eisenbahn inzwischen mit modernerer Technologie ausgestattet ist, wird die Strecke durch die Stadt auf ihrer ursprünglichen Trasse noch genutzt. Sie teilt den Business District entlang der Railroad Street in zwei Teile.
Der örtlichen Überlieferung nach soll das Porterhouse-Steak in Midway erfunden worden sein, in dem noch bestehenden Porter House, doch gibt es eine Reihe anderer Theorien zur Herkunft des Begriffes.
Ein Museumsladen befindet sich heute in dem zweistöckigen Gebäude in 124 E. Railroad Street im Italianate-Stil, das vermutlich etwa 1880 bis 1882 von Henry Baxter Russell als Saloon errichtet wurde. Es wurde 1915 von der afroamerikanischen Vereinigung Sons and Daughters of Relief gekauft, die dann eine Bar mit Restaurant betrieben und den zweiten Stock als Versammlungsraum nutzten.
Die Second Christian Church gilt als die älteste schwarze Gemeinde Kentuckys.